# Zorana Arunović
Zorana Arunović (serbisch-kyrillisch Зорана Аруновић; * 22. November 1986 in Belgrad, SFR Jugoslawien) ist eine serbische Sportschützin.

## Erfolge
Zorana Arunović, die sich auf Luftpistole spezialisiert hat, begann 2001 mit dem Schießsport und gab 2009 bei den Mittelmeerspielen ihr internationales Debüt. Dabei gewann sie sogleich mit der Luftpistole die Goldmedaille. Ein Jahr darauf wurde sie bereits in München auch Weltmeisterin mit der Luftpistole und belegte außerdem mit der Sportpistole sowohl im Einzel als auch mit der Mannschaft den zweiten Platz. Im selben Jahr sicherte sie sich in Meråker in der Mannschaftskonkurrenz mit der Luftpistole auch den Europameistertitel, den sie mit der Mannschaft 2011 in Brescia erfolgreich verteidigte. 2012 reichte es in Vierumäki zwar nur für den dritten Platz, aber bereits 2013 in Odense gewann Arunović mit der Mannschaft ihren mittlerweile dritten Europameistertitel. Mit Damir Mikec wurde sie außerdem im Mixed mit der Luftpistole Vizeeuropameisterin. Dazwischen gab sie in London in Olympiadebüt. Als amtierende Weltmeisterin erreichte sie mit der Luftpistole das Finale, das sie auf dem siebten Platz beendete. Mit der Sportpistole gelang ihr ebenfalls der Finaleinzug. Als Vierte verpasste sie mit 787,3 Punkten knapp einen Medaillengewinn. Zwei Medaillen gewann sie ein Jahr später bei den Mittelmeerspielen in Mersin, als sie mit der Luftpistole Zweite und mit der Sportpistole Erste wurde. In Osijek belegte sie bei den Europameisterschaften außerdem den dritten Platz mit der Mannschaft mit der Sportpistole.
Mit der Luftpistolen-Mannschaft wurde Arunović 2014 in Granada zum zweiten Mal Weltmeisterin. Bei den ersten, 2015 in Baku ausgetragenen Europaspielen gewann sie mit der Luftpistole in der Einzelkonkurrenz die Goldmedaille. Bei den Olympischen Spielen 2016 in Rio de Janeiro verpasste sie mit der Luftpistole als Elfte und mit der Sportpistole als 19. jeweils den Finaleinzug. Besser verliefen die Europameisterschaften 2016 in Győr: Mit Damir Mikec wurde sie im Mixed mit der Luftpistole Europameisterin, mit der Mannschaft wurde sie Zweite und im Einzel belegte sie Rang drei. Diese Ergebnisse verbesserte sie ein Jahr später bei den Europameisterschaften in Maribor deutlich, als sie in allen drei Disziplinen den Titel gewann. 2018 wurde Arunović in Changwon mit der Luftpistole Vizeweltmeisterin und belegte auch bei den Mittelmeerspielen in Tarragona und bei den Europameisterschaften in Győr den zweiten Platz im Luftpistole-Einzel. Im Mixed mit Damir Mikec gewann sie bei den Europameisterschaften ebenfalls Silber, mit der Mannschaft belegte sie Rang drei. Bei den Europameisterschaften 2019 in Osijek sicherten sich Arunović und Mikec im Luftpistolen-Mixed die Bronzemedaille, bei den Europaspielen 2019 in Minsk wurden sie gemeinsam Zweite. Im Einzel gewann Arunović wie schon 2015 die Goldmedaille.
Der nächste Titelgewinn gelang ihr bei den Europameisterschaften 2020 in Breslau in der Mannschaftskonkurrenz mit der Luftpistole. Darüber hinaus gewann sie mit Damir Mikec im Mixed Silber. Diesen Erfolg wiederholten die beiden ein Jahr darauf auch bei den Europameisterschaften in Osijek, bei denen Arunović außerdem mit der Mannschaft Dritte wurde. Bei den 2021 ausgetragenen Olympischen Spielen 2020 in Tokio ging sie in drei Konkurrenzen an den Start. Mit der Luftpistole kam sie nicht über Rang 17 hinaus, mit der Sportpistole verpasste sie als Neunte knapp den Finaleinzug. Im Mixed gelang ihr mit Damir Mikec hingegen nach zwei Qualifikationsrunden der Einzug ins Duell um die Bronzemedaille. Mit 12:16 unterlagen sie jedoch den Ukrainern Olena Kostewytsch und Oleh Omeltschuk und belegten damit Rang vier. Im Jahr 2022 erreichte Arunović bei den Weltmeisterschaften in Kairo mit der Luftpistole ebenso den dritten Platz wie bei den Mittelmeerspielen in Oran. Bei den Mittelmeerspielen sicherte sie sich mit Damir Mikec im Mixed außerdem die Goldmedaille. Bei den Europameisterschaften in Hamar belegten die beiden den dritten Platz, während Arunović im Einzel Zweite und mit der Mannschaft Europameisterin wurde.
Eine weitere Bronzemedaille gewann Arunović bei den Europameisterschaften in Győr, als sie im Einzel den dritten Rang erreichte. Bei den Olympischen Spielen 2024 in Paris startete sie in zwei Konkurrenzen. Mit der Luftpistole blieb ihr als Zehnte erneut die Finalqualifikation verwehrt. Wesentlich erfolgreicher verlief hingegen das Mixed mit der Luftpistole. Mit Damir Mikec erzielte sie in der Qualifikation 581 Punkte, womit sich die beiden für das Duell um den Olympiasieg qualifizierten. Mit 16:14 besiegten sie dort Şevval İlayda Tarhan und Yusuf Dikeç aus der Türkei und erhielten damit die Goldmedaille.
Arunović schloss 2022 ein Bachelorstudium in Slawistik an der Universität Belgrad ab.